# Répartition des plus profondes cavités naturelles souterraines
La répartition des plus profondes cavités naturelles souterraines dans le monde, présente ci-dessous sous forme de tableaux, la répartition selon des classes de dénivelé et des zones géographiques, des cavités souterraines naturelles connues, dont le dénivelé est supérieur à sept cents cinquante mètres. Un historique résumé des records de profondeur atteints est également exposé.
La communauté spéléologique considère qu'une cavité souterraine naturelle n'existe vraiment qu'à partir du moment où elle est « inventée » c'est-à-dire découverte (ou redécouverte), inventoriée, topographiée (surveyed en anglais) et publiée.
Bien sûr, la réalité physique d'un phénomène karstique ou pseudokarstique est la plupart du temps bien antérieure à sa découverte par l'homme moderne ; cependant tant qu'elle n'est pas explorée, mesurée et diffusée, la cavité naturelle n'appartient pas au domaine de la connaissance partagée.
Les listes spéléométriques, telles que celle présentée dans cet article, sont donc des traces évolutives de la mise en évidence d'un patrimoine collectif souterrain, qui se dévoile peu à peu…
Cette compilation représente la situation connue fin 2020. Cependant, l'exploration et la publication des cavités naturelles souterraines étant un processus permanent, il peut exister un décalage temporaire entre le détail de ces listes et les plus récentes découvertes publiées.

## Répartition mondiale des plus profondes cavités naturelles par classe de dénivelé
La mythique profondeur « moins 1000 » n'a été atteinte pour la première fois en cavité naturelle souterraine qu'en 1956 au gouffre Berger, en France, par des spéléologues membres du SGCAF (club de spéléo de Grenoble).
fin 2020, soit plus de soixante ans après, 111 cavités atteignent ou dépassent les 1 000 mètres de dénivelé.
Plus largement, 250 cavités d'au moins 750 mètres de dénivelé sont répertoriées (cf. tableaux 1 & 1bis), dont :
- 138 cavités entre 750 et 999 mètres de dénivelé (tableaux 1, 1bis & 3-1 à 3-4 ci-dessous) ;
- 112 cavités d'au moins 1 000 mètres de dénivelé (tableaux 1, 1bis & 2-1 à 2-7 ci-dessous), dont :
  - 79 cavités de plus de 1 100 mètres de dénivelé (tableaux 1, 1bis & 2-6 ci-dessous) ;
  - 52 cavités de plus de 1 200 mètres de dénivelé (tableaux 1, 1bis & 2-5 ci-dessous) ;
  - 32 cavités de plus de 1 300 mètres de dénivelé (tableaux 1, 1bis & 2-4 ci-dessous) ;
  - 19 cavités de plus de 1 400 mètres de dénivelé (tableaux 1, 1bis & 2-3 ci-dessous) ;
  - 14 cavités de plus de 1 500 mètres de dénivelé (tableaux 1, 1bis & 2-2 ci-dessous) ;
  -  2 cavités de plus de 2 000 mètres de dénivelé, toutes deux situées en Abkhazie, république sécessionniste de la Géorgie (tableaux 1, 1bis & 2-1 ci-dessous).

| Ref | I....: Supér. à 2 000 m                   | II...: 1 501 m à 2 000 m                  | III..: 1 401 m à 1 500 m | IV...: 1 301 m à 1 400 m | V....: 1 201 m à 1 300 m | VI...: 1 101 m à 1 200 m | VII..: 1 000 m à 1 100 m | Sous-total ≥ 1 000 m | VIII.: 750 m à 999 m | < Profondeur Classes I à VIII __________________ Totaux | Total ≥ 750 m | Ref |
| T01 | 2                                         | 12                                        | 5 | 13 | 20 | 27 | 33 | 112 | 138 | < Sous-totaux de classe | 250 | T01 |
| T02 | 2                                         | 14                                        | 19 | 32 | 52 | 79 | 112 | - | 250 | < Sous-totaux cumulés | 250 | T02 |
| --- | ----------------------------------------- | ----------------------------------------- | --- | --- | --- | --- | --- | --- | --- | --- | --- | --- |
| R   | Remarques et Aide à la lecture du tableau | Remarques et Aide à la lecture du tableau | - Sont recensées, fin 2020 dans le monde, au moins 250 cavités de plus de 750 mètres de dénivelé, dont : - 112 cavités d'au moins 1 000 mètres de dénivelé, - 2 cavités de plus de 2 000 mètres de dénivelé. - Parmi ces cavités, 1 est à cheval sur deux pays : - 1 cavité en classe IV, sur France et Espagne. | - Sont recensées, fin 2020 dans le monde, au moins 250 cavités de plus de 750 mètres de dénivelé, dont : - 112 cavités d'au moins 1 000 mètres de dénivelé, - 2 cavités de plus de 2 000 mètres de dénivelé. - Parmi ces cavités, 1 est à cheval sur deux pays : - 1 cavité en classe IV, sur France et Espagne. | - Sont recensées, fin 2020 dans le monde, au moins 250 cavités de plus de 750 mètres de dénivelé, dont : - 112 cavités d'au moins 1 000 mètres de dénivelé, - 2 cavités de plus de 2 000 mètres de dénivelé. - Parmi ces cavités, 1 est à cheval sur deux pays : - 1 cavité en classe IV, sur France et Espagne. | - Sont recensées, fin 2020 dans le monde, au moins 250 cavités de plus de 750 mètres de dénivelé, dont : - 112 cavités d'au moins 1 000 mètres de dénivelé, - 2 cavités de plus de 2 000 mètres de dénivelé. - Parmi ces cavités, 1 est à cheval sur deux pays : - 1 cavité en classe IV, sur France et Espagne. | - Sont recensées, fin 2020 dans le monde, au moins 250 cavités de plus de 750 mètres de dénivelé, dont : - 112 cavités d'au moins 1 000 mètres de dénivelé, - 2 cavités de plus de 2 000 mètres de dénivelé. - Parmi ces cavités, 1 est à cheval sur deux pays : - 1 cavité en classe IV, sur France et Espagne. | - Sont recensées, fin 2020 dans le monde, au moins 250 cavités de plus de 750 mètres de dénivelé, dont : - 112 cavités d'au moins 1 000 mètres de dénivelé, - 2 cavités de plus de 2 000 mètres de dénivelé. - Parmi ces cavités, 1 est à cheval sur deux pays : - 1 cavité en classe IV, sur France et Espagne. | - Sont recensées, fin 2020 dans le monde, au moins 250 cavités de plus de 750 mètres de dénivelé, dont : - 112 cavités d'au moins 1 000 mètres de dénivelé, - 2 cavités de plus de 2 000 mètres de dénivelé. - Parmi ces cavités, 1 est à cheval sur deux pays : - 1 cavité en classe IV, sur France et Espagne. | - Sont recensées, fin 2020 dans le monde, au moins 250 cavités de plus de 750 mètres de dénivelé, dont : - 112 cavités d'au moins 1 000 mètres de dénivelé, - 2 cavités de plus de 2 000 mètres de dénivelé. - Parmi ces cavités, 1 est à cheval sur deux pays : - 1 cavité en classe IV, sur France et Espagne. | - Sont recensées, fin 2020 dans le monde, au moins 250 cavités de plus de 750 mètres de dénivelé, dont : - 112 cavités d'au moins 1 000 mètres de dénivelé, - 2 cavités de plus de 2 000 mètres de dénivelé. - Parmi ces cavités, 1 est à cheval sur deux pays : - 1 cavité en classe IV, sur France et Espagne. | - Sont recensées, fin 2020 dans le monde, au moins 250 cavités de plus de 750 mètres de dénivelé, dont : - 112 cavités d'au moins 1 000 mètres de dénivelé, - 2 cavités de plus de 2 000 mètres de dénivelé. - Parmi ces cavités, 1 est à cheval sur deux pays : - 1 cavité en classe IV, sur France et Espagne. |

| \| Histogramme de la répartition nette[T 1] des plus profondes cavités souterraines naturelles du monde par classe de dénivelé -- Les 250 cavités citées fin 2020 sont réparties en 8 classes de dénivelé -- \| \| \| \| \| \| \| \| \| \| \| \| \| \| \| \| \| \| \| \| \| \| \| classe I > 2 000 mètres 2 cavités \| classe II > 1 500 mètres et ≤ 2 000 mètres 12 cavités \| classe III > 1 400 mètres et ≤ 1 500 mètres 5 cavités \| classe IV > 1 300 mètres et ≤ 1 400 mètres 13 cavités \| classe V > 1 200 mètres et ≤ 1 300 mètres 20 cavités \| classe VI > 1 100 mètres et ≤ 1 200 mètres 27 cavités \| classe VII >= 1 000 mètres et ≤ 1 100 mètres 33 cavités \| classe VIII >= 750 mètres et < 1 000 mètres 138 cavités \| \| |                                   |                                                       |                                                       |                                                       |                                                      |                                                       |                                                         |                                                         |  |
| Pour des raisons techniques, il est temporairement impossible d'afficher le graphique qui aurait dû être présenté ici. |                                   |                                                       |                                                       |                                                       |                                                      |                                                       |                                                         |                                                         |  |
| Histogramme de la répartition nette des plus profondes cavités souterraines naturelles du monde par classe de dénivelé -- Les 250 cavités citées fin 2020 sont réparties en 8 classes de dénivelé -- |                                   |                                                       |                                                       |                                                       |                                                      |                                                       |                                                         |                                                         |  |
| |                                   |                                                       |                                                       |                                                       |                                                      |                                                       |                                                         |                                                         |  |
| | classe I > 2 000 mètres 2 cavités | classe II > 1 500 mètres et ≤ 2 000 mètres 12 cavités | classe III > 1 400 mètres et ≤ 1 500 mètres 5 cavités | classe IV > 1 300 mètres et ≤ 1 400 mètres 13 cavités | classe V > 1 200 mètres et ≤ 1 300 mètres 20 cavités | classe VI > 1 100 mètres et ≤ 1 200 mètres 27 cavités | classe VII >= 1 000 mètres et ≤ 1 100 mètres 33 cavités | classe VIII >= 750 mètres et < 1 000 mètres 138 cavités |  |

## Répartition mondiale des plus profondes cavités naturelles par zone géographique
Ces 250 plus profondes cavités naturelles dans le monde se concentrent dans 22 pays seulement (codes ISO majuscules dans le tableau 1bis ci-dessous).
Certains autres pays (codes ISO en minuscules) ont cependant été mentionnés pour mémoire, bien qu'ils ne possèdent pas de très profondes cavités, car ils possèdent par ailleurs des cavités à fort développement, listées dans un article connexe.

### Répartition résumée parcontinentsousubcontinents
| \| Répartition par continents ou subcontinents à fin 2020 - 52 pays cités dont 22 hébergent les 250 plus profondes cavités naturelles répertoriées (> 750 mètres) - \| \| \| \| \| \| \| Remarques : - La Géorgie et la Turquie, pays situés sur la ligne de division entre l'Europe et l'Asie, ont été comptabilisées en Asie. - La Russie, bien que possédant une grande part de son territoire en Asie, a été comptabilisée en Europe. \| \| \| \| \| \| \| Afrique - 1 pays - -- 2 cavités -- \| Asie - 5 pays - -- 27 cavités -- \| Océanie - 2 pays - -- 4 cavités -- \| Europe - 12 pays - -- 191 cavités -- \| Amérique du Nord - 2 pays - -- 26 cavités -- \| Amérique du Sud - 0 pays - -- 0 cavité(s) -- \| |                                  |                                    |                                      |                                              |                                              |
| Pour des raisons techniques, il est temporairement impossible d'afficher le graphique qui aurait dû être présenté ici. |                                  |                                    |                                      |                                              |                                              |
| Répartition par continents ou subcontinents à fin 2020 - 52 pays cités dont 22 hébergent les 250 plus profondes cavités naturelles répertoriées (> 750 mètres) - |                                  |                                    |                                      |                                              |                                              |
| Remarques : - La Géorgie et la Turquie, pays situés sur la ligne de division entre l'Europe et l'Asie, ont été comptabilisées en Asie. - La Russie, bien que possédant une grande part de son territoire en Asie, a été comptabilisée en Europe. |                                  |                                    |                                      |                                              |                                              |
| Afrique - 1 pays - -- 2 cavités -- | Asie - 5 pays - -- 27 cavités -- | Océanie - 2 pays - -- 4 cavités -- | Europe - 12 pays - -- 191 cavités -- | Amérique du Nord - 2 pays - -- 26 cavités -- | Amérique du Sud - 0 pays - -- 0 cavité(s) -- |

### Répartition détaillée par pays et par classes de dénivelé
Légende et aide à la lecture des tableaux 1 ci-dessus et 1bis ci-dessous
- Les chiffres romains (« I » à « VIII ») en début des titres de colonnes 2 à 8 et 10, indiquent les classes (c'est-à-dire les intervalles) de valeurs décomptés dans chaque colonne de données.
- Les nombres entre parenthèses, dans les titres des colonnes 2 à 8 et 10 du tableau 1bis ci-dessous rappellent le nombre de cavités recensées dans chaque classe, c'est-à-dire indiquées dans chaque colonne.
- Les pays sont indiqués dans la première colonne par leur code ISO 3166-1. Les codes en minuscules permettent de repérer les pays pour lesquels toutes les classes sont à zéro. Les noms complets des pays, avec leur drapeau et un lien vers leur monographie, sont indiqués en colonne 11, sur fond coloré indiquant leur continent d'appartenance[T 2].
- Les repères de tri en colonne 12 du tableau 1bis ci-dessous indiquent d'une part les continents de rattachement des différents pays (« Af » = Afrique, « As » = Asie, « Eu » = Europe, « NA » = Amérique du Nord, « SA » = Amérique du Sud, « Oc » = Océanie) et d'autre part les numéros d'ordre de chaque pays (classé par ordre alphabétique dans son continent puis dans l'ensemble de la liste de la colonne 11).

| ISO | I….: Supér. à 2 000 m (2) | II…: 1501 à 2 000 m (12) | III..: 1401 à 1 500 m (6) | IV…: 1301 à 1 400 m (13) | V….: 1201 à 1 300 m (20) | VI…: 1101 à 1 200 m (27) | VII..: 1000 à 1 100 m (33) | Sous- totaux ≥ 1 000 m par pays (113) | VIII.: 750 à 999 m (138) | Pays                      | Totaux ≥ 750 m par pays (251) | Tri      |
| --- | ------------------------- | ------------------------ | ------------------------- | ------------------------ | ------------------------ | ------------------------ | -------------------------- | ------------------------------------- | ------------------------ | ------------------------- | ----------------------------- | -------- |
| DZ  | 0                         | 0                        | 0                         | 0                        | 0                        | 1                        | 0                          | 1                                     | 1                        | Algérie                   | 2                             | Af-01-01 |
| DE  | 0                         | 0                        | 0                         | 0                        | 0                        | 1                        | 0                          | 1                                     | 0                        | Allemagne                 | 1                             | Eu-01-02 |
| au  | 0                         | 0                        | 0                         | 0                        | 0                        | 0                        | 0                          | 0                                     | 0                        | Australie                 | 0                             | Oc-01-03 |
| AT  | 0                         | 2                        | 0                         | 1                        | 3                        | 5                        | 6                          | 17                                    | 19                       | Autriche                  | 36                            | Eu-02-04 |
| bs  | 0                         | 0                        | 0                         | 0                        | 0                        | 0                        | 0                          | 0                                     | 0                        | Bahamas                   | 0                             | NA-01-05 |
| be  | 0                         | 0                        | 0                         | 0                        | 0                        | 0                        | 0                          | 0                                     | 0                        | Belgique                  | 0                             | Eu-03-06 |
| bz  | 0                         | 0                        | 0                         | 0                        | 0                        | 0                        | 0                          | 0                                     | 0                        | Belize                    | 0                             | SA-01-07 |
| br  | 0                         | 0                        | 0                         | 0                        | 0                        | 0                        | 0                          | 0                                     | 0                        | Brésil                    | 0                             | SA-02-08 |
| bg  | 0                         | 0                        | 0                         | 0                        | 0                        | 0                        | 0                          | 0                                     | 0                        | Bulgarie                  | 0                             | Eu-04-09 |
| ca  | 0                         | 0                        | 0                         | 0                        | 0                        | 0                        | 0                          | 0                                     | 0                        | Canada                    | 0                             | NA-02-10 |
| CN  | 0                         | 0                        | 0                         | 0                        | 0                        | 0                        | 1                          | 1                                     | 3                        | Chine                     | 4                             | As-01-11 |
| HR  | 0                         | 0                        | 1                         | 1                        | 1                        | 0                        | 1                          | 4                                     | 4                        | Croatie                   | 8                             | Eu-05-12 |
| cu  | 0                         | 0                        | 0                         | 0                        | 0                        | 0                        | 0                          | 0                                     | 0                        | Cuba                      | 0                             | NA-03-13 |
| ES  | 0                         | 2                        | 2                         | 3                        | 4                        | 5                        | 5                          | 21                                    | 31                       | Espagne                   | 52                            | Eu-06-14 |
| US  | 0                         | 0                        | 0                         | 0                        | 0                        | 1                        | 0                          | 1                                     | 1                        | États-Unis                | 2                             | NA-04-15 |
| et  | 0                         | 0                        | 0                         | 0                        | 0                        | 0                        | 0                          | 0                                     | 0                        | Éthiopie                  | 0                             | Af-02-16 |
| FR  | 0                         | 2                        | 1                         | 0                        | 1                        | 2                        | 2                          | 8                                     | 19                       | France                    | 27                            | Eu-07-17 |
| GE  | 2                         | 3                        | 0                         | 0                        | 2                        | 1                        | 1                          | 9                                     | 3                        | Géorgie / Abkhazie        | 12                            | As-02-18 |
| GR  | 0                         | 0                        | 0                         | 0                        | 1                        | 1                        | 0                          | 2                                     | 1                        | Grèce                     | 3                             | Eu-08-19 |
| hu  | 0                         | 0                        | 0                         | 0                        | 0                        | 0                        | 0                          | 0                                     | 0                        | Hongrie                   | 0                             | Eu-09-20 |
| in  | 0                         | 0                        | 0                         | 0                        | 0                        | 0                        | 0                          | 0                                     | 0                        | Inde                      | 0                             | As-03-21 |
| id  | 0                         | 0                        | 0                         | 0                        | 0                        | 0                        | 0                          | 0                                     | 0                        | Indonésie                 | 0                             | As-04-22 |
| IR  | 0                         | 0                        | 0                         | 0                        | 1                        | 0                        | 0                          | 1                                     | 1                        | Iran                      | 2                             | As-05-23 |
| ie  | 0                         | 0                        | 0                         | 0                        | 0                        | 0                        | 0                          | 0                                     | 0                        | Irlande                   | 0                             | Eu-10-24 |
| IT  | 0                         | 0                        | 0                         | 2                        | 1                        | 4                        | 8                          | 15                                    | 22                       | Italie                    | 37                            | Eu-11-25 |
| jp  | 0                         | 0                        | 0                         | 0                        | 0                        | 0                        | 0                          | 0                                     | 0                        | Japon                     | 0                             | As-06-26 |
| la  | 0                         | 0                        | 0                         | 0                        | 0                        | 0                        | 0                          | 0                                     | 0                        | Laos                      | 0                             | As-07-27 |
| mg  | 0                         | 0                        | 0                         | 0                        | 0                        | 0                        | 0                          | 0                                     | 0                        | Madagascar                | 0                             | Af-03-28 |
| my  | 0                         | 0                        | 0                         | 0                        | 0                        | 0                        | 0                          | 0                                     | 0                        | Malaisie                  | 0                             | As-08-29 |
| ma  | 0                         | 0                        | 0                         | 0                        | 0                        | 0                        | 0                          | 0                                     | 0                        | Maroc                     | 0                             | Af-04-30 |
| MX  | 0                         | 2                        | 0                         | 0                        | 4                        | 1                        | 2                          | 9                                     | 15                       | Mexique                   | 24                            | NA-05-31 |
| md  | 0                         | 0                        | 0                         | 0                        | 0                        | 0                        | 0                          | 0                                     | 0                        | Moldavie                  | 0                             | Eu-12-32 |
| ME  | 0                         | 0                        | 0                         | 0                        | 0                        | 1                        | 0                          | 1                                     | 1                        | Monténégro                | 2                             | Eu-13-33 |
| no  | 0                         | 0                        | 0                         | 0                        | 0                        | 0                        | 0                          | 0                                     | 0                        | Norvège                   | 0                             | Eu-14-34 |
| NZ  | 0                         | 0                        | 0                         | 0                        | 0                        | 1                        | 1                          | 2                                     | 1                        | Nouvelle-Zélande          | 3                             | Oc-02-35 |
| UZ  | 0                         | 0                        | 1                         | 1                        | 0                        | 0                        | 1                          | 3                                     | 1                        | Ouzbékistan               | 4                             | As-09-36 |
| PG  | 0                         | 0                        | 0                         | 0                        | 1                        | 0                        | 0                          | 1                                     | 0                        | Papouasie-Nouvelle-Guinée | 1                             | Oc-03-37 |
| ph  | 0                         | 0                        | 0                         | 0                        | 0                        | 0                        | 0                          | 0                                     | 0                        | Philippines               | 0                             | As-10-38 |
| PL  | 0                         | 0                        | 0                         | 0                        | 0                        | 0                        | 0                          | 0                                     | 2                        | Pologne                   | 2                             | Eu-15-39 |
| pr  | 0                         | 0                        | 0                         | 0                        | 0                        | 0                        | 0                          | 0                                     | 0                        | Porto Rico                | 0                             | SA-03-40 |
| cz  | 0                         | 0                        | 0                         | 0                        | 0                        | 0                        | 0                          | 0                                     | 0                        | République tchèque        | 0                             | Eu-16-41 |
| ro  | 0                         | 0                        | 0                         | 0                        | 0                        | 0                        | 0                          | 0                                     | 0                        | Roumanie                  | 0                             | Eu-17-42 |
| gb  | 0                         | 0                        | 0                         | 0                        | 0                        | 0                        | 0                          | 0                                     | 0                        | Royaume-Uni               | 0                             | Eu-18-43 |
| RU  | 0                         | 0                        | 0                         | 0                        | 0                        | 0                        | 0                          | 0                                     | 1                        | Russie                    | 1                             | Eu-19-44 |
| sr  | 0                         | 0                        | 0                         | 0                        | 0                        | 0                        | 0                          | 0                                     | 0                        | Serbie                    | 0                             | Eu-20-45 |
| sk  | 0                         | 0                        | 0                         | 0                        | 0                        | 0                        | 0                          | 0                                     | 0                        | Slovaquie                 | 0                             | Eu-21-46 |
| SI  | 0                         | 1                        | 0                         | 3                        | 0                        | 2                        | 3                          | 9                                     | 8                        | Slovénie                  | 17                            | Eu-22-47 |
| CH  | 0                         | 0                        | 0                         | 1                        | 0                        | 0                        | 2                          | 3                                     | 3                        | Suisse                    | 6                             | Eu-23-48 |
| tm  | 0                         | 0                        | 0                         | 0                        | 0                        | 0                        | 0                          | 0                                     | 0                        | Turkménistan              | 0                             | As-11-49 |
| TR  | 0                         | 0                        | 1                         | 1                        | 1                        | 1                        | 0                          | 4                                     | 1                        | Turquie                   | 5                             | As-12-50 |
| ua  | 0                         | 0                        | 0                         | 0                        | 0                        | 0                        | 0                          | 0                                     | 0                        | Ukraine                   | 0                             | Eu-24-51 |
| ve  | 0                         | 0                        | 0                         | 0                        | 0                        | 0                        | 0                          | 0                                     | 0                        | Venezuela                 | 0                             | SA-04-52 |
| vn  | 0                         | 0                        | 0                         | 0                        | 0                        | 0                        | 0                          | 0                                     | 0                        | Viêt Nam                  | 0                             | As-13-53 |

| TB | 2 | 12 | 6 | 13 | 20 | 27 | 33 | 113 | 138 | Totaux bruts | 251 | TB |
| -- | - | -- | - | -- | -- | -- | -- | --- | --- | ------------ | --- | -- |

Les totaux bruts de la ligne « TB » ci-dessus décomptent en double chaque cavité située à cheval sur une frontière entre deux pays.

Les doublons ont été éliminés dans le total net de la répartition résumée (tableau 1), dans la répartition par continents ou subcontinents, et dans la ligne « TN » des totaux nets ci-dessous.

| TN | 2 | 12 | 5 | 13 | 20 | 27 | 33 | 112 | 138 | Totaux nets | 250 | TN |
| -- | - | -- | - | -- | -- | -- | -- | --- | --- | ----------- | --- | -- |

## Historique mondial des records de profondeur atteints en cavité naturelle souterraine
Depuis 1723, les records de profondeur connus, en cavité souterraine naturelle, n'ont cessé de progresser pour atteindre la valeur de 2 212 mètres en mars 2018, au gouffre Veryovkina, en Abkhazie, république sécessionniste de la Géorgie. Ce gouffre est le plus profond connu depuis le 11 septembre 2017, où la profondeur de 2 204 mètres avait été atteinte, surpassant ainsi les précédents records établis dans la même région, au gouffre Krubera-Voronja.
Plus de cinquante ans auparavant, la profondeur mythique des 1 000 mètres avait été franchie en juillet 1956 au gouffre Berger, en France.
| Réf. | Cavités Traduction ou autres noms Coordonnées                                                                       | Pays Division                                   | Subdivision / Localité Massif / Zone                                                                                   | Dévelop. (m) | Dénivel. (m) | Source / Référence                          | Date du record |
| ---- | --- | ----------------------------------------------- | --- | ------------ | ------------ | ------------------------------------------- | -------------- |
| 18b  | Gouffre Veryovkina (Grotte Aleksandra Verovkina ou Verevkina Cave) 43° 23′ 51″ N, 40° 21′ 35″ E                     | Géorgie Abkhazie                                | Raïon de Gagra / village de Gyuzle (Гюзле) Caucase occidental / Monts de Gagra / massif Arabika / ?                    | 13 500 m     | 2 212 m      | Demidov Pavel via Bob Gulden & Incave.org   | 2018-03-??     |
| 18a  | Gouffre Veryovkina (Grotte Aleksandra Verovkina ou Verevkina Cave).                                                 | Géorgie Abkhazie                                | Raïon de Gagra / village de Gyuzle (Гюзле) Caucase occidental / Monts de Gagra / massif Arabika / ?                    | 12 700 m     | 2 204 m      | Demidov Pavel via Bob Gulden & Incave.org   | 2017-09-11     |
| 17g  | Krubera-Voronja 43° 24′ 35″ N, 40° 21′ 44″ E                                                                        | Géorgie Abkhazie                                | Raïon de Gagra / village de Gyuzle (Гюзле) Caucase occidental / Monts de Gagra / massif Arabika / Ortobalagan Valley   | 16 065 m     | 2 197 m      | Speleogenesis                               | 2012-08-10     |
| 17f  | Krubera-Voronja | Géorgie Abkhazie                                | Raïon de Gagra / village de Gyuzle (Гюзле) Caucase occidental / Monts de Gagra / massif Arabika / Ortobalagan Valley   | 16 058 m     | 2 191 m      | Speleogenesis & rgo-speleo.ru               | 2007-09-??     |
| 17e  | Krubera-Voronja | Géorgie Abkhazie                                | Raïon de Gagra / village de Gyuzle (Гюзле) Caucase occidental / Monts de Gagra / massif Arabika / Ortobalagan Valley   | 13 232 m ?   | 2 170 m      | CAVEX                                       | 2007-01-??     |
| 17d  | Krubera-Voronja | Géorgie Abkhazie                                | Raïon de Gagra / village de Gyuzle (Гюзле) Caucase occidental / Monts de Gagra / massif Arabika / Ortobalagan Valley   | ?            | 2 158 m      | Spelunca no 108(FFS) & rgo-speleo.ru        | 2006-09-??     |
| 17c  | Krubera-Voronja | Géorgie Abkhazie                                | Raïon de Gagra / village de Gyuzle (Гюзле) Caucase occidental / Monts de Gagra / massif Arabika / Ortobalagan Valley   | ?            | 2 080 m      | Spelunca no 108(FFS) & rgo-speleo.ru        | 2004-10-19     |
| 17b  | Krubera-Voronja | Géorgie Abkhazie                                | Raïon de Gagra / village de Gyuzle (Гюзле) ; Caucase occidental / Monts de Gagra / massif Arabika / Ortobalagan Valley | ?            | 1 843 m      | rgo-speleo.ru                               | 2004-08-25     |
| 17a  | Krubera-Voronja | Géorgie Abkhazie                                | Raïon de Gagra / village de Gyuzle (Гюзле) Caucase occidental / Monts de Gagra / massif Arabika / Ortobalagan Valley   | ?            | 1 823 m      | Spelunca no 108(FFS)                        | 2004-07-??     |
| 16   | Gouffre Mirolda (Réseau Lucien Bouclier) 46° 05′ 22″ N, 6° 46′ 11″ E                                                | France Auvergne-Rhône-Alpes                     | Haute-Savoie / Samoëns Alpes / Massif du Haut-Giffre                                                                   | 13 000 m     | 1 733 m      | Spelunca no 108(FFS) & CDS 74 & Le Dauphiné | 2003-01-06     |
| 15   | Krubera-Voronja | Géorgie Abkhazie                                | Raïon de Gagra / village de Gyuzle (Гюзле) ; Caucase occidental / Monts de Gagra / massif Arabika / Ortobalagan Valley | ?            | 1 710 m      | Spelunca no 108(FFS) & rgo-speleo.ru        | 2001-01-??     |
| 14   | Lamprechtsofen alias : Lamprechtshöhle, Lamprechtsofen-Vogelschacht 47° 31′ 34″ N, 12° 44′ 21″ E                    | Autriche Salzbourg                              | District de Zell am See / Weißbach bei Lofer Monts Leogang / (de) vallée de la Saalach                                 | 38 000 m     | 1 632 m      | Spelunca no 108(FFS)                        | 1998-08-??     |
| 13   | Gouffre Mirolda- Réseau Lucien Bouclier                                                                             | France Auvergne-Rhône-Alpes                     | Haute-Savoie / Samoëns Alpes / Massif du Haut-Giffre                                                                   | ?            | 1 610 m      | Spelunca no 108(FFS)                        | 1998-01-26     |
| 12f  | Réseau Jean-Bernard 46° 05′ 55″ N, 6° 46′ 48″ E                                                                     | France Auvergne-Rhône-Alpes                     | Haute-Savoie / Samoëns / ? Alpes / Massif du Haut-Giffre                                                               | 20 536 m     | 1 602 m      | Spelunca no 108(FFS)                        | 1989-12-02     |
| 12e  | Réseau Jean-Bernard                                                                                                 | France Auvergne-Rhône-Alpes                     | Haute-Savoie / Samoëns / ? Alpes / Massif du Haut-Giffre                                                               | ?            | 1 535 m      | Spelunca no 108(FFS)                        | 1983-11-11     |
| 12d  | Réseau Jean-Bernard                                                                                                 | France Auvergne-Rhône-Alpes                     | Haute-Savoie / Samoëns ; Alpes / Massif du Haut-Giffre                                                                 | ?            | 1 494 m      | Spelunca no 108(FFS)                        | 1982-02-15     |
| 12c  | Réseau Jean-Bernard                                                                                                 | France Auvergne-Rhône-Alpes                     | Haute-Savoie / Samoëns / ? Alpes / Massif du Haut-Giffre                                                               | ?            | 1 455 m      | Spelunca no 108(FFS)                        | 1981-02-21     |
| 12b  | Réseau Jean-Bernard                                                                                                 | France Auvergne-Rhône-Alpes                     | Haute-Savoie / Samoëns / ? Alpes / Massif du Haut-Giffre                                                               | ?            | 1 402 m      | Spelunca no 108(FFS)                        | 1980-03-02     |
| 12a  | Réseau Jean-Bernard                                                                                                 | France Auvergne-Rhône-Alpes                     | Haute-Savoie / Samoëns / ? Alpes / Massif du Haut-Giffre                                                               | ?            | 1 358 m      | Spelunca no 108(FFS)                        | 1979-07-05     |
| 11c  | Gouffre de La Pierre Saint-Martin 42° 57′ 52″ N, 0° 46′ 10″ O                                                       | Espagne / Navarre & France / Nouvelle-Aquitaine | Pyrénées-Atlantiques / Arette Pyrénées / Massif de La Pierre Saint-Martin                                              | ?            | 1 321 m      | Spelunca no 108(FFS)                        | 1975-08-23     |
| 11b  | Gouffre de La Pierre Saint-Martin                                                                                   | Espagne / Navarre & France / Nouvelle-Aquitaine | Pyrénées-Atlantiques / Arette Pyrénées / Massif de La Pierre Saint-Martin                                              | ?            | 1 273 m      | Spelunca no 108(FFS)                        | 1975-08-10     |
| 11a  | Gouffre de La Pierre Saint-Martin                                                                                   | Espagne / Navarre & France / Nouvelle-Aquitaine | Pyrénées-Atlantiques / Arette Pyrénées / Massif de La Pierre Saint-Martin                                              | ?            | 1 171 m      | Spelunca no 108(FFS)                        | 1966-08-24     |
| 10d  | Gouffre Berger 45° 12′ 57″ N, 5° 36′ 17″ E                                                                          | France Auvergne-Rhône-Alpes                     | Isère / Engins Préalpes françaises / Plateau du Vercors                                                                | ?            | 1 135 m      | Spelunca no 108(FFS)                        | 1963-08-13     |
| 10c  | Gouffre Berger | France Auvergne-Rhône-Alpes                     | Isère / Engins Préalpes françaises / Plateau du Vercors                                                                | ?            | 1 122 m      | Spelunca no 108(FFS)                        | 1956-07-11     |
| 10b  | Gouffre Berger | France Auvergne-Rhône-Alpes                     | Isère / Engins Préalpes françaises / Plateau du Vercors                                                                | ?            | 985 m        | Spelunca no 108(FFS)                        | 1955-07-29     |
| 10a  | Gouffre Berger | France Auvergne-Rhône-Alpes                     | Isère / Engins Préalpes françaises / Plateau du Vercors                                                                | ?            | 903 m        | Spelunca no 108(FFS)                        | 1954-09-25     |
| 9    | Sima de la Piedra de San Martin                                                                                     | Espagne Navarre                                 | ? / ? Pyrénées / Massif de Larra-Belagua                                                                               | ?            | 689 m        | Spelunca no 108(FFS)                        | 1953-08-14     |
| 8c   | Réseau de la Dent de Crolles. 45° 19′ 34″ N, 5° 51′ 27″ E                                                           | France Auvergne-Rhône-Alpes                     | Isère / Saint-Pierre-de-Chartreuse Préalpes / Massif de la Chartreuse                                                  | 16 898 m     | 603 m        | Spelunca no 108(FFS)                        | 1947-05-04     |
| 8b   | Réseau de la Dent de Crolles                                                                                        | France Auvergne-Rhône-Alpes                     | Isère / Saint-Pierre-de-Chartreuse Préalpes / Massif de la Chartreuse                                                  | ?            | 549 m        | Spelunca no 108(FFS)                        | 1945-08-07     |
| 8a   | Réseau de la Dent de Crolles (jonction Trou du Gaz / Grotte du Guiers Mort)                                         | France Auvergne-Rhône-Alpes                     | Isère / Saint-Pierre-de-Chartreuse Préalpes / Massif de la Chartreuse                                                  | ?            | 512 m        | Spelunca no 108(FFS)                        | 1944-08-05     |
| 7    | Antro del Corchia (it) 44° 01′ 32″ N, 10° 18′ 00″ E                                                                 | Italie Toscane                                  | Province de Lucques / Stazzema / Levigliani Alpes apuanes / ?                                                          | ?            | 480 m        | Spelunca no 108(FFS)                        | 1934-??-??     |
| 6    | Geldloch im Ötscher (de) fr:Trou d'Argent et Trou de Pigeon (Ötscherhöhlensystem (de)) 47° 51′ 44″ N, 15° 13′ 00″ E | Autriche Basse-Autriche                         | District de Lilienfeld / Mitterbach am Erlaufsee Alpes d'Ybbstal / Ötscher                                             | ?            | 464 m        | Spelunca no 108(FFS)                        | 1923-08-10     |
| 5    | Nidlenloch 47° 14′ 54″ N, 7° 29′ 04″ E                                                                              | Suisse Canton de Soleure                        | Oberdorf / ? Massif du Jura / Weissenstein                                                                             | ?            | 376 m        | Spelunca no 108(FFS)                        | 1909-??-??     |
| 4    | Abîme de Trebiciano (it) sl:Jama Labodnica 45° 41′ 07″ N, 13° 50′ 01″ E                                             | Italie Frioul-Vénétie Julienne                  | Province de Trieste / Trieste / Trebiciano (it) Carso / ?                                                              | ?            | 329 m        | Spelunca no 108(FFS)                        | 1841-04-06     |
| 3    | Grotta di Padriciano 45° 39′ 00″ N, 13° 50′ 06″ E                                                                   | Italie Frioul-Vénétie Julienne                  | Province de Trieste / Trieste Carso / ?                                                                                | ?            | 226 m        | Spelunca no 108(FFS) & Catasto FVG          | 1839-??-??     |
| 2    | Propast Macocha (cs) fr:Abîme de la Marâtre 49° 22′ 23″ N, 16° 43′ 47″ E                                            | République tchèque Moravie-du-Sud               | District de Blansko / Vilémovice Massif de Bohême / Karst Morave                                                       | ?            | 138 m        | Spelunca no 108(FFS)                        | 1723-??-??     |
| 1    | Geldloch im Ötscher (de) fr:Trou d'Argent et Trou de Pigeon (Ötscherhöhlensystem (de)) 47° 51′ 44″ N, 15° 13′ 00″ E | Autriche Basse-Autriche                         | District de Lilienfeld / Mitterbach am Erlaufsee Alpes d'Ybbstal / Ötscher                                             | 860 m        | 120 m        | Die Hoehle, 1992, Vol 43, Issue 3, p. 74-79 | 1592-09-??     |